# Lijst van rijksmonumenten in Arensgenhout
De plaats Arensgenhout telt 10 inschrijvingen in het rijksmonumentenregister. Hieronder een overzicht.
| Object                                                                      | Oorspronkelijke functie? | Bouwjaar                                    | Architect | Locatie                       | Coördinaten?                  | Nr.?   | Afbeelding                                      |
| --------------------------------------------------------------------------- | ------------------------ | ------------------------------------------- | --------- | ----------------------------- | ----------------------------- | ------ | ----------------------------------------------- |
| Grote hoeve van baksteen en mergel                                          | Boerderij                | 1828/1823                                   |           | Diepestraat 10                | 50° 53' 21" NB, 5° 50' 35" OL | 30863  | Meer afbeeldingen                               |
| Mergelstenen muur en bijgebouw                                              | Boerderij                | laatste kwart 19e eeuw                      |           | Diepestraat 10                | 50° 53' 22" NB, 5° 50' 34" OL | 513153 | Mergelstenen muur en bijgebouw                  |
| Pand deel uitmakend van het complex nr 11 en 13                             | Boerderij                |                                             |           | Kampstraat 9                  | 50° 53' 14" NB, 5° 50' 32" OL | 30864  | Pand deel uitmakend van het complex nr 11 en 13 |
| Hoeve van mergel aan gesloten binnenplaats met in- en uitgezwenkte topgevel | Boerderij                | 1719                                        |           | Kampstraat 11                 | 50° 53' 14" NB, 5° 50' 31" OL | 30865  | Meer afbeeldingen                               |
| Hoeve van mergel aan gesloten binnenplaats met in- en uitgezwenkte topgevel | Boerderij                | 1706                                        |           | Kampstraat 13                 | 50° 53' 14" NB, 5° 50' 30" OL | 30866  | Meer afbeeldingen                               |
| Hoeve van mergel om gesloten binnenplaats                                   | Boerderij                | 1785                                        |           | Kampstraat 20                 | 50° 53' 14" NB, 5° 50' 26" OL | 30867  | Meer afbeeldingen                               |
| Mergelstenen hoeve aan binnenplaats, met puntgevel                          | Boerderij                | laatste kwart 18e eeuw (hoeve) 1844 (poort) |           | Kampstraat 26                 | 50° 53' 12" NB, 5° 50' 22" OL | 30868  | Meer afbeeldingen                               |
| Mergelstenen hoeve aan binnenplaats, met puntgevel                          | Boerderij                | laatste kwart 18e eeuw                      |           | Kampstraat 28                 | 50° 53' 12" NB, 5° 50' 21" OL | 30869  | Meer afbeeldingen                               |
| Grotendeels uit mergel gebouwde hoeve met binnenplaats                      | Boerderij                | 17e eeuw (hoeve) 18e eeuw (gewijzigd)       |           | Ravensboschstraat 24          | 50° 53' 20" NB, 5° 50' 25" OL | 30870  | Meer afbeeldingen                               |
| Terrein waarin de overblijfselen van een romeinse villa                     | Archeologisch monument   | Romeinse Tijd                               |           | Ten oosten van de Diepestraat | 50° 53' 42" NB, 5° 50' 10" OL | 341016 | Meer afbeeldingen                               |